# Clerodendrum fistulosum
Clerodendrum fistulosum là một loài thực vật có hoa trong họ Hoa môi. Loài này được Becc. mô tả khoa học đầu tiên năm 1884.